# Roy Cochran
LeRoy Braxton ("Roy") Cochran (Richton, 26 januari 1919 – Gig Harbor, 28 september 1981) was een Amerikaans atleet, die gespecialiseerd was in het hordelopen en de sprint.
Roy Cochran was zeventien jaar jonger dan zijn broer Commodore Cochran, die op de Olympische Spelen van 1924 met de Amerikaanse estafetteploeg een gouden medaille won op de 4 x 400 m estafette. Het was dan ook zijn broer die Roy in aanraking bracht met atletiek en hem trainde. In 1939 behaalde Roy zijn eerste succes door de 400 m horden te winnen op de Amerikaanse kampioenschappen (AAU). In 1940 werd hij voor de Olympische Spelen genomineerd, met deze gingen niet door vanwege de Tweede Wereldoorlog.
In de oorlog ging hij bij de marine. In 1942 verbeterde hij als marineluitenant het wereldrecord op de 440 yard horden (±402 m) naar 52,2 s. Dit record was zwakker dan het metrische record, maar toonde toch dat Roy Cochran in de oorlog tot de beste hordelopers ter wereld behoorde.
Op de Olympische Spelen van 1948 in Londen nam hij deel aan de 400 m horden en de 4 x 400 m estafette. Individueel behaalde hij bij het hordelopen een gouden medaille. Met een tijd van 51,1 s versloeg hij Duncan White uit Ceylon (zilver; 51,8) en de Zweed Rune Larsson (brons; 52,2). Ook bij het estafettelopen was hij succesvol door met zijn teamgenoten Arthur Harnden, Clifford Bourland, Malvin Whitfield een tweede gouden medaille te veroveren. Ze versloegen met ruim vier seconden het Franse estafetteteam (zilver). Het favoriete Jamaicaanse estafetteteam viel uit, omdat hun derde loper zich blesseerde. Zo won Cochran vierentwintig jaar na zijn broer goud op dezelfde atletiekdiscipline.

## Titels
- Olympisch kampioen 400 m - 1948
- Olympisch kampioen 4 x 400 m estafette - 1948
- Amerikaans kampioen 400 m horden - 1939, 1948
- Amerikaans kampioen 600 yard (indoor) - 1942

## Persoonlijk records
| onderdeel    | tijd   | jaar |
| ------------ | ------ | ---- |
| 400          | 46,7 s | 1946 |
| 400 m horden | 51,1   | 1948 |

## Palmares

### 400 m horden
- 1939:  International University Games - 52,8 s
- 1948:  OS - 51,1 s (OR)

### 4 x 400 m estafette
- 1948:  OS - 3.10,4

1900: John Tewksbury ·
1904: Harry Hillman ·
1908: Charles Bacon ·
1920: Frank Loomis ·
1924: Morgan Taylor ·
1928: David Burghley ·
1932: Bob Tisdall ·
1936: Glenn Hardin ·
1948: Roy Cochran ·
1952: Charles Moore ·
1956: Glenn Davis ·
1960: Glenn Davis ·
1964: Rex Cawley ·
1968: David Hemery ·
1972: John Akii-Bua ·
1976: Edwin Moses ·
1980: Volker Beck ·
1984: Edwin Moses ·
1988: André Phillips ·
1992: Kevin Young ·
1996: Derrick Adkins ·
2000: Angelo Taylor ·
2004: Félix Sánchez ·
2008: Angelo Taylor ·
2012: Félix Sánchez ·
2016: Kerron Clement ·
2020: Karsten Warholm ·
2024: Rai Benjamin
1912: Sheppard, Lindberg, Meredith, Reidpath ·
1920: Griffiths, Lindsay, Ainsworth-Davis, Butler ·
1924: Cochran, Helffrich, MacDonald, Stevenson ·
1928: Baird, Alderman, Spencer, Barbuti ·
1932: Fuqua, Ablowich, Warner, Carr ·
1936: Wolff, Rampling, Roberts, Brown ·
1948: Harnden, Bourland, Cochran, Whitfield ·
1952: Wint, Laing, McKenley, Rhoden ·
1956: Jenkins, Jones, Mashburn, Courtney ·
1960: Yerman, Young, G. Davis, O. Davis ·
1964: Cassell, Larrabee, Williams, Carr ·
1968: Matthews, Freeman, James, Evans ·
1972: Asati, Nyamau, Ouko, Sang ·
1976: Frazier, Brown, Newhouse, Parks ·
1980: Valiulis, Linge, Tsjernetski, Markin ·
1984: Nix, Armstead, Babers, McKay ·
1988: Everett, Lewis, Robinzine, Reynolds ·
1992: Valmon, Watts, Johnson, Lewis ·
1996: Harrison, Smith, Mills, Maybank ·
2000: Bada, Chukwu, Monye, Udo-Obong  ·
2004: Harris, Brew, Wariner, Williamson ·
2008: Merritt, Taylor, Neville, Wariner ·
2012: Brown, Pinder, Mathieu, Miller ·
2016: Hall, McQuay, Roberts, Merritt ·
2020: Cherry, Norman, Deadmon, Benjamin ·
2024: Bailey, Norwood, Deadmon, Benjamin